# テンピの聖母

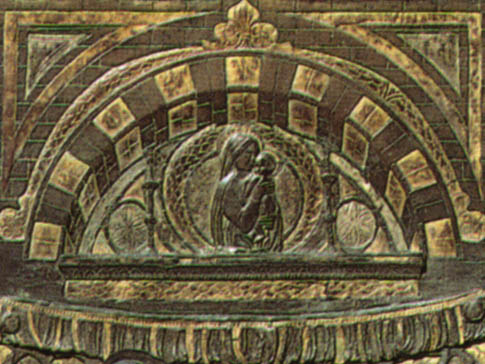
ドナテッロ『話す新生児の奇跡』(1446年)、バジリカ・デル・サント (パドヴァ)

『テンピの聖母』（テンピのせいぼ、独: Madonna Tempi、英: Tempi Madonna）は、イタリアの盛期ルネサンス期の画家ラファエロ・サンティによるポプラ板上の油彩画である。ラファエロのフィレンツェ時代末期の1508年に制作された。17世紀にフィレンツェのテンピ家にあったために、この名で呼ばれる。1829年に、バイエルンのルートヴィヒ1世が20年間にわたる交渉の末に購入した。作品はミュンヘンのアルテ・ピナコテークに所蔵されている。
いわゆる「愛撫の聖母」の図像は中世からあるが、優しいながらも諦観の念を隠さない聖母マリアの視線や、幼子イエス・キリストをしっかり抱きしめて頬ずりをしている密着した描き方など、これほどまでに強い愛情で描かれた聖母像はかつてなかった。完璧な衣装表現とともに、美術史上における最も麗しい理想的な聖母子像の1つである。
この作品の背後には、レオナルド・ダ・ヴィンチをはじめとするフィレンツェの優れた美術的成果がある。聖母子像の回転する立ち位置などでは、ドナテッロの『話す新生児の奇跡』 (イタリア語: Miracolo del neotato che parla) の聖母子像に影響を受けている。